# 제러미 솔니에
제러미 소녜이(Jeremy Saulnier, 영어 발음: /soʊˈnjeɪ/, 1976년 6월 10일 ~ )는 미국의 영화 감독, 영화 각본가, 촬영 감독이다.

## 작품 목록

### 영화 연출
- 머더 파티 (2007)
- 블루 루인 (2013)
- 그린 룸 (2015)
- 늑대의 어둠 (2018)

### 텔레비전 연출
- 트루 디텍티브 (2019)